# Dohrniphora nitida
Dohrniphora nitida är en tvåvingeart som beskrevs av Malloch 1912. Dohrniphora nitida ingår i släktet Dohrniphora och familjen puckelflugor. Inga underarter finns listade i Catalogue of Life.